# Dark Space I
Dark Space I è il primo album in studio del gruppo musicale svizzero Darkspace, pubblicato nel 2003 dalla Haunter of the Dark.

## Tracce
1. Dark 1.1 – 7:46
2. Dark 1.2 – 11:47
3. Dark 1.3 – 11:37
4. Dark 1.4 – 10:04
5. Dark 1.5 – 13:32
6. Dark 1.6 – 10:20
7. Dark 1.7 – 10:55

Durata totale: 76:01

## Formazione

### Gruppo
- Wroth – voce, chitarra
- Zhaaral – voce aggiuntiva, chitarra